# 无线对讲机

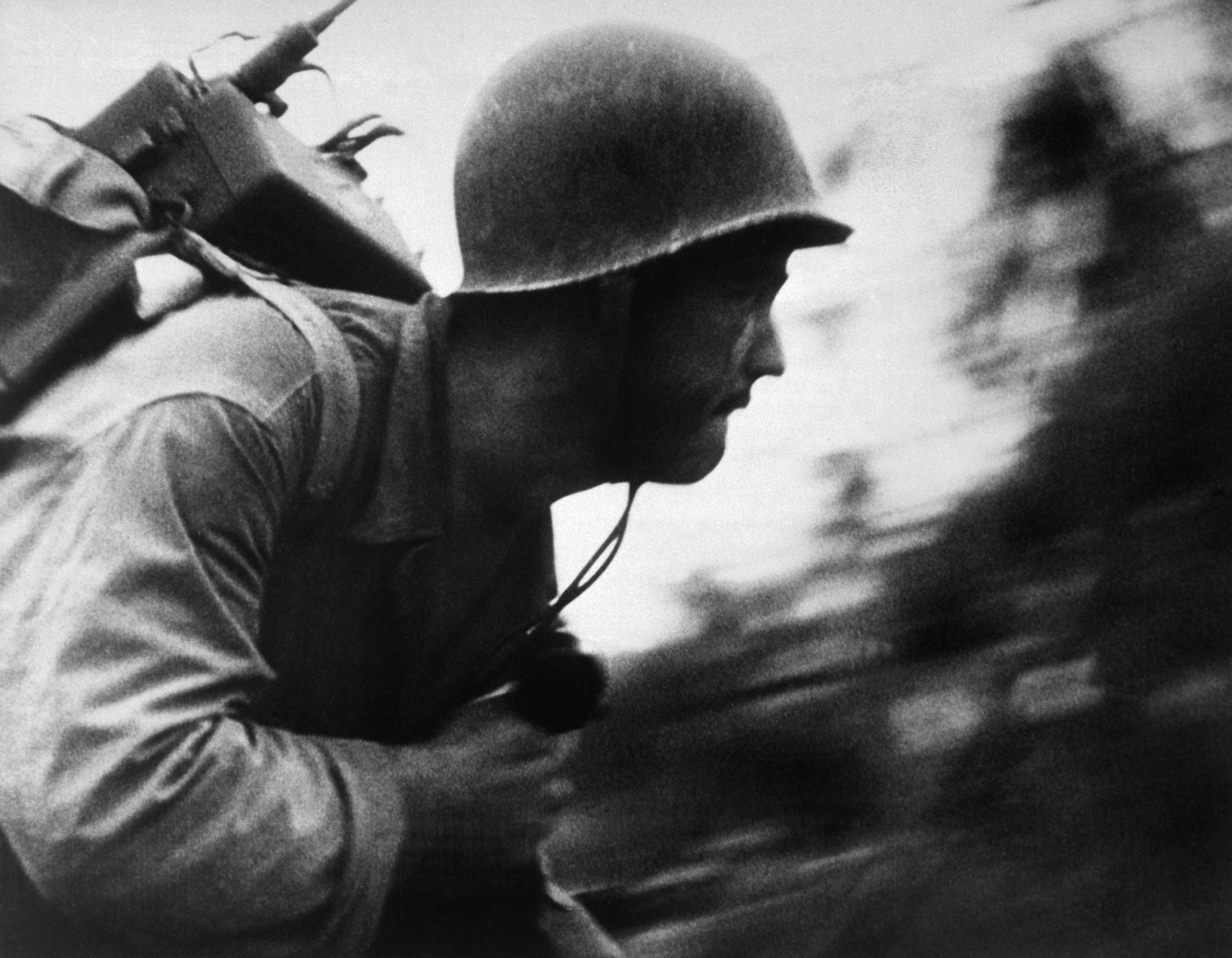
揹負无线对讲机的二戰時期美國海軍陸戰隊士兵（1944年9月）

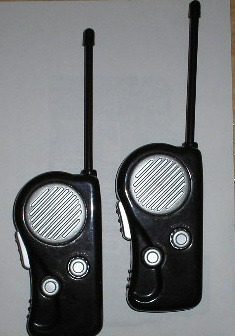
現在的輕便型无线对讲机，近似玩具

无线对讲机（wireless transceiver）或手持收发机（handheld transceiver）、步话机（walkie-talkie），是一种便携的双向无线电收发器，最早是因为军事用途而开发。主要的特征包括：半双工（每次只能完成接受或传送其中的一项）通道和按下按钮才可以传输。典型的外表像是一部移动电话，但较普通的移动电话大，顶上有一根天线。
手持的收发器成为警察、紧急服务、工商业等用户非常有价值的通信工具，这些服务使用专用的频率。
在部分地區，在指定頻率與功率內的無線對講機不用申请执照，常见于儿童玩具中。在CB信道从需要执照改为不需执照的状态前，通常在北美零售商店里出售的玩具无线对讲机的传输被限制在100毫瓦的功率和27兆赫公用频段；其它的玩具无线对讲机则与无绳电话和婴儿监视器共享49兆赫频段。通常这些设备有精美的包装，但是不能掩盖其粗糙的造型，甚至连音量控制都没有。中国大陆的公众对讲机工作频率为409-410MHz，并划分为20个频道，功率不大于0.5W。
首部被命名为Walkie-Talkie的无线电接收／发送器是摩托罗拉SCR-300，由Henryk Magnuski在1940年发明。摩托罗拉在战争期间生产的SCR-536被称为“手提对讲机”（Handie-Talkie）。
个人无线对讲机现在因为家庭无线电服务（Family Radio Service，简称FRS）而再次流行。FRS在通用移動無線電服務频段（General Mobile Radio Service，GMRS）操作，这频段也使用在商业无线对讲机和移动无线电上。当FRS无线对讲机成为流行玩具时，他们同时也是商业和个人非常有用的通信工具。